# RENEA
RENEA (alb. Reparti i Neutralizimit te Elementit te Armatosur – Oddział Neutralizacji Uzbrojonych Elementów) – albańska jednostka specjalna sformowana w 1991 – początkowo jako jednostka wojskowa nr 88.

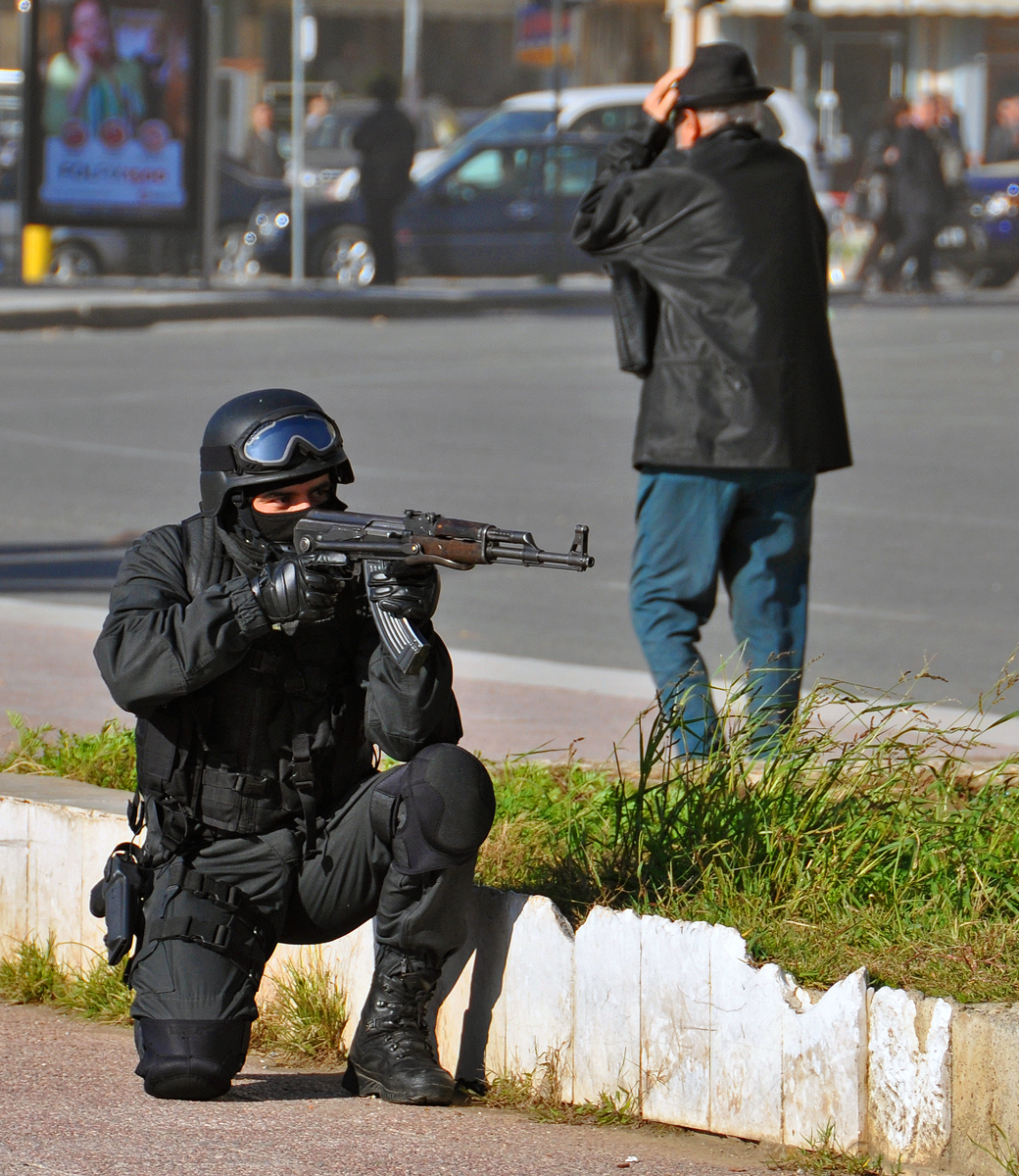
Funkcjonariusz RENEA

## Tradycje
Poprzedniczką RENEA był działający od roku 1982 – Batalion 326 Ministerstwa Spraw Wewnętrznych (sampiści). Udział sampistów w pacyfikowaniu wystąpień antyreżimowych w latach 1990–1991 doprowadził do rozwiązania tej formacji i zastąpienia jej nową. W skład RENEA weszło ok. 80 sampistów (spośród około 600 członków tej formacji).

## Zadania i organizacja
RENEA jest przygotowana do prowadzenia akcji antyterrorystycznych i eliminacji zagrożeń o charakterze kryminalnym, a także innych zjawisk kryzysowych (katastrofy, klęski żywiołowe, neutralizacja ładunków wybuchowych). Jej powstanie wiąże się z narastającym zagrożeniem przestępczością zorganizowaną, szczególnie w początkach lat 90. XX w., po upadku komunizmu. Tworząc RENEA korzystano głównie z wzorów brytyjskiej SAS, a sama jednostka miała charakter wojskowy. Z czasem, w wyniku reorganizacji policji została zreorganizowana także RENEA, naśladując wzorce organizacyjne typowe dla takich jednostek jak niemiecka GSG-9 i włoskie GIS i NOCS.
Liczebność RENEA jest okryta tajemnicą. Szacuje się ją na 120–200 osób. Selekcja do niej odbywa się raz w roku i trwa 12 tygodni. Przez kolejne 9 miesięcy rekruci są szkoleni w zakresie technik operacyjnych, logistyki i prowadzenia negocjacji. Kandydaci do RENEA wywodzą się najczęściej z różnych formacji policyjnych, a także wojska. W czasie wstępnego szkolenia, odbywającego się w górach północno-wschodniej Albanii, a także w rejonie Vlory i Durrës odpada 75% kandydatów. W ostatniej fazie szkolenia rekrutów pozostawia się w jednym z odległych zakątków Albanii z zadaniem jak najszybszego dotarcia do Tirany, zanim kandydata wytropi podążający jego śladem oddział komandosów.
Obecnie jednostka podlega Wydziałowi Bezpieczeństwa Publicznego w obrębie Ministerstwa Spraw Wewnętrznych. Komendantami RENEA byli: Bujar Ahmeti i Luigji Vathi.
W skład jednostek RENEA wchodzą zawodowi negocjatorzy, saperzy, snajperzy, oddziały nurków i alpinistów. W arsenale broni, używanym przez jednostkę znajdują się obok karabinów AK-47 i HK G3 także karabiny snajperskie SAKO TRG-22 i TRG-42, jak również pistolety Glock 17, Browning HP i Walter PPK. W czasie akcji jednostka używa pojazdów IVECO i Mitsubishi SUV, a także helikopterów Mi-8, Puma i Bell.

## Działalność RENEA
- Listopad 1992 – w czasie powodzi, która odcięła od świata niektóre regiony kraju, RENEA przy użyciu helikopterów i jednostek pływających dostarczała żywność i środki medyczne.
- Kwiecień 1996 – w czasie spotkania prezydentów Albanii i Włoch (Sali Berisha i Oscar Luigi Scalfaro) w Tiranie próbował ich zaatakować mężczyzna, uzbrojony w ręczny granat. Po wyjęciu zawleczki przez napastnika do akcji wkroczył oddział RENEA, który obezwładnił napastnika i zneutralizował granat.
- Styczeń 1997 – na jednej z ulic Tirany pojawiła się młoda studentka, cierpiąca na depresję, uzbrojona w granat ręczny. Operator RENEA dotarł do niej i obezwładnił.
- Wiosna 1997 – w czasie kryzysu piramidowego, który ogarnął Albanię i doprowadził ją na skraj anarchii oddziały RENEA zabezpieczały zasoby Banku Narodowego i innych instytucji finansowych. Operatorzy RENEA zajęli się też przejmowaniem opuszczonych posterunków policji i przywracaniem ich normalnego funkcjonowania.
- 1998-1999 – RENEA zajęło się likwidacją uzbrojonych gangów, działających na południu kraju i odzyskiwaniem broni, skradzionej z magazynów wojskowych, w tym artylerii i rakiet przeciwlotniczych.
- Lipiec 1998 – Aresztowanie w Tiranie 5 Egipcjan, podejrzewanych o działalność terrorystyczną i współpracę z Al-Kaidą.
- 9 lipca 1998 – w jednym z domów w Tiranie zabarykadował się b. policjant Lulezim Kerziku z młodą kobietą i dwójką dzieci. W czasie akcji ciężko ranny został kpt Elham Elezi, od 1994 r. służący w RENEA, który zmarł w szpitalu.
- Wrzesień 1998 – Oddział RENEA przeprowadza atak na miejscowość Lazarat, której mieszkańcy zablokowali drogę krajową w rejonie Gjirokastry, ostrzeliwując oddziały policji. Próba opanowania domu S.Shurdhiego, który organizował blokadę kończy się tragicznie. W walce ginie Shurdhi, a ciężkie rany odnosi trzech funkcjonariuszy RENEA.
- Marzec 1999 – trzech uzbrojonych przestępców zamordowało 3 policjantów i cztery osoby cywilne, barykadując się w domu i biorąc jako zakładników małżeństwo z 7-miesięczną córką. Oddział RENEA uwolnił zakładników i zlikwidował porywaczy.
- Maj 1999 – albański emigrant w Grecji, który nie otrzymał zapłaty za pracę wykonywaną na czarno porwał w Salonikach autobus, biorąc 14 pasażerów jako zakładników. Władze Albanii pozwoliły mu na wjazd do tego kraju. W pobliżu Tirany negocjatorzy próbowali go przekonać do zwolnienia zakładników. W strzelaninie napastnik ranił jednego z negocjatorów i został zastrzelony przez snajpera RENEA.
- Styczeń 2002 – RENEA likwiduje gang handlarzy narkotyków, jeden z największych wykrytych na Bałkanach, konfiskując ponad tonę czystej heroiny.
- 8 lutego 2004 – bracia Onuzi uprowadzili autobus linii Tirana-Kukës wraz z pasażerami, zabijając jednego z policjantów. Oddział RENEA uwolnił porwanych i aresztował głównego sprawcę Ramiza Onuziego.
- Październik 2018 – we wsi Bularat oddział RENEA zastrzelił radykalnego działacza mniejszości greckiej Konstantinosa Kacifę, który w rodzinnej wsi uczcił pamięć greckich ofiar wojny z Włochami w 1940, a następnie strzelał do samochodów policji albańskiej[1].

Do roku 2002 w czasie służby zginęło 3 funkcjonariuszy RENEA: specjalista Lulezim Sulollari, oficer łącznikowy Arben Ujka (1993) i kpt Elam Elezi (1998). 24 czerwca 2015 w czasie operacji policyjnej we wsi Lazarat od strzału w głowę zginął operator RENEA, Ibrahim Basha.

## RENEA w filmie
- Zakładnik
- Nieustraszeni (2019, tyt.oryg. Lazarat)